# Neopimpla aleiodesi
Neopimpla aleiodesi là một loài tò vò trong họ Ichneumonidae.